# Торнтон (Калифорнија)
Торнтон (енгл. Thornton) насељено је место без административног статуса у америчкој савезној држави Калифорнија.

## Демографија
По попису из 2010. године број становника је 1.131.
| Група             | 2000.    | 2010.       |
| Белци             | 0 (0,0%) | 269 (23,8%) |
| Афроамериканци    | 0 (0,0%) | 43 (3,8%)   |
| Азијати           | 0 (0,0%) | 45 (4,0%)   |
| Хиспаноамериканци | 0 (0,0%) | 770 (68,1%) |
| Укупно            | 0        | 1.131       |